# Dierna lilacea
Dierna lilacea là một loài bướm đêm trong họ Noctuidae.